# Zhaohua
Zhaohua (en chino, 昭化; pinyin, Zhāohuà) es un distrito urbano bajo la administración directa de la ciudad-prefectura de Guangyuan. Se ubica en la provincia de Sichuan, centro-sur de la República Popular China. Su área es de 1433 km² y su población total para 2010 superó los 168 mil habitantes. 

## Administración
Desde junio de 2023, el distrito Zhaohua se divide en 12 pueblos administrados en poblados.
.

## Toponimia
El topónimo Zhaohua [/Zháo-juá/] se compone de los sinogramas Zhao (manifestar) y Hua (transformar), tiene un origen histórico y cultural que se remonta a la dinastía Song del Norte (960-1127). Originalmente, la región se llamaba Yichang (益昌县). Sin embargo, el emperador Taizu de Song (primer emperador de la dinastía Song) decidió cambiar el nombre a Zhaohua, un nombre de la frase "Manifestar la gracia del emperador para transformar al pueblo" (昭示皇恩，以化万民 Zhāoshì huáng ēn, yǐhuà wànmín).
En 2013, el antiguo Distrito Yuanba fue renombrado como Zhaohua, recuperando así el nombre histórico y cultural de la región.